# John o’ Groats
John o’ Groats (gael. Taigh Iain Ghròt) – wioska w północnej Szkocji, najbardziej na północ wysunięta osada wyspy Wielka Brytania, w hrabstwie Highland. W 2002 zamieszkana przez 300 osób. Stąd zaczyna się najdłuższa trasa lądowa wyspy – drugim skrajnym końcem jest Land’s End w Kornwalii.
Angielskie wyrażenie from Land’s End to John o’ Groats oznacza „jak wyspa długa i szeroka”, polski odpowiednik to „od Helu do Tatr”.

## Nazwa
Nazwa wsi pochodzi od nazwiska Jana de Groota, Holendra, który w roku 1496 uzyskał zezwolenie od króla Jakuba IV na prowadzenie przeprawy promowej z Orkadów na ląd stały.

## Wieś
Populacja wsi wynosi 300 mieszkańców. Zabudowa rozproszona, choć we wsi istnieje centrum, w którym znajduje się ośrodek sportowy i sklep. Popularność miejscowości datuje się od r. 1874, kiedy to dociągnięto linię kolejową do oddalonego o 26 km miasta Wick. We wsi znajduje się przystań promów pasażerskich na Orkady oraz The Inn at John O’Groats przy znaku oznaczającym koniec Wielkiej Brytanii (patrz zdjęcie).